# Steinbergstein
De Steinbergstein is een 2215 meter hoge berg in de deelstaat Tirol. De berg maakt deel uit van de Kitzbüheler Alpen. Vanaf de top heeft men een goed uitzicht over het Brixental en het Kaisergebergte. De top is te voet te bereiken, maar de beklimming is met name vanaf de oostkant niet eenvoudig. In de winter is de top ook een geliefd en aansprekend doel voor beoefenaars van Ski Mountaineering.